# Vorarlberger Landesausstellung
Eine Vorarlberger Landesausstellung fand in der neueren Geschichte des Landes bisher zwei Mal, in den Jahren 1991 und 1999, statt. Eine erste Landesausstellung hatte 1887 in Bregenz stattgefunden.

## Liste der bisherigen Landesausstellungen
| Jahr | Ausstellung         | Ort                       |
| ---- | ------------------- | ------------------------- |
| 1991 | „Kleider und Leute“ | Hohenems                  |
| 1999 | "900 Jahre Zukunft" | Bregenz, Kloster Mehrerau |